# 253e division de fusiliers (2e formation)
Pour les articles homonymes, voir 253e division.
La 253e division de fusiliers (russe : 253-я стрелковая дивизия)  est une division d'infanterie de l'Armée rouge pendant la Seconde Guerre mondiale.
La division commence à se former début octobre 1941 dans le district militaire de Kharkov. Sa zone de formation est bientôt envahie par les Allemands et la division fut affectée aux réserves du front du Sud-Ouest pour achever le processus. Lorsqu'une nouvelle 37e armée est créée sur le front sud à la mi-novembre, la 253e est l'une de ses unités initialement affectées. L'armée sert de principale force d'assaut du front lors de la contre-offensive de décembre qui libère Rostov-sur-le-Don et repousse la 1re armée Panzer jusqu'à la ligne de la rivière Mious. Alors que la contre-offensive hivernale s'étend, la division avança dans ce qui devint un grand saillant formé devant Izioum et Barvinkove au sud de Kharkov. En mai 1942, alors que le front du Sud-Ouest commence une offensive vers cette ville, la 253e se trouve profondément à l'intérieur de ce saillant, au sein de la 6e armée, et est encerclée par la contre-offensive allemande, sans espoir de repli. Elle est détruite à la fin du mois, mais n'est été officiellement dissoute que le 30 juin.

## Historique

### Création
Une première 253e division est créée en juillet 1941 et dissoute dès septembre. La 253e commence à se former le 6 octobre à Voltchansk, dans le district militaire de Kharkov. En étant immédiatement rattachée à des unités aptes au combat, elle semble avoir incorporé des cadres de la 1re formation. Son ordre de bataille était légèrement différent du précédent :
- 975e régiment de fusiliers
- 981e régiment de fusiliers
- 983e régiment de fusiliers
- 808e régiment d'artillerie
- 327e bataillon antichar
- 540e bataillon antiaérien
- 346e compagnie de reconnaissance
- 551e bataillon de sapeurs
- 627e bataillon des transmissions
- 330e bataillon médical/sanitaire
- 292e compagnie de défense chimique
- 521e bataillon de transport automobile
- 363e boulangerie de campagne
- 767e station postale de campagne
- 1508e bureau extérieur de la banque d'État

Le colonel Alexandre Ivanovitch Fedoseev est nommé commandant le 9 octobre. La zone de recrutement de la division est envahie au fur et à mesure de son rassemblement et à la fin du mois elle est transférée aux réserves du Front du Sud-Ouest pour terminer sa formation. Une nouvelle 37e armée est formée le 15 novembre sur le front sud et la 253e est l'une des premières unités qui lui sont affectées.

### Bataille de Rostov
À la mi-octobre, la Stavka, aux abois aux abords de Moscou et avec peu de réserves disponibles, ordonne aux fronts du Sud-Ouest et du Sud d'établir une nouvelle ligne de défense le long des rivières Oskol, Donets du Nord et Mious entre le 17 et le 30 octobre. Le front Sud réussit à établir une ligne de défense stabilisée entre 30 et 35 km à l'ouest de cette ligne.
Le 9 novembre, le maréchal Semion Timochenko, commandant de le front du Sud-Ouest, soumet à la STAVKA des propositions pour attaquer les concentrations allemandes dans la région de Rostov. Staline et le maréchal Boris Chapochnikov donnèrent leur accord général mais précisent qu'il ne fallait pas s'attendre à des renforts. Timochenko élabore donc un plan opérationnel dans lequel la 37e armée, sa principale force d'assaut sous le commandement du major-général Anton Lopatine, est regroupé au sein du front du Sud. Son intention est de frapper pour l'arrière du Panzergruppe 1, avec les 18e et 9e armées en soutien. L'offensive est programmée pour le 17 novembre avec un total de 22 divisions de fusiliers et neuf divisions de cavalerie, plus cinq brigades de chars.
En raison du durcissement du sol dû au gel, le colonel-général Ewald von Kleist, commandant du Panzergruppe, a également choisi le 17 novembre pour la reprise de sa progression sur Rostov. Pendant ce temps, Lopatine avait constitué ses divisions (150e, 216e, 253e, 295e, 339e) dans la région de Krasnodon. Les deux camps attaquent presque simultanément. Les divisions du flanc gauche de la 18e armée n'enregistrent aucun succès, la 37e armée fait face à une résistance allemande croissante et le soutien aérien est cloué au sol en raison des conditions météorologiques. Le IIIe corps Panzer fait irruption dans la banlieue nord de Rostov le 19 novembre et la ville tombe le lendemain. Mais cette avancée ouvre une brèche entre la 1re armée Panzer et la 17e armée, mise à profit par Timochenko pour percer à l'arrière de la III Panzer.
L'objectif soviétique est désormais de libérer Rostov et d'attaquer ensuite vers Taganrog : les 37e et 9e armées doivent envelopper le IIIe corps Panzer tandis que la 56e armée doit attaquer Rostov elle-même depuis le sud du fleuve Don. Le IIIe corps Panzer déplace ses 13e et 14e divisions Panzer vers le secteur du Touzlov pour empêcher la 37e armée de pénétrer sur ses arrières tandis que les 9e et 56e armées attaquent sur ses flancs sud et est ; ces dernières établissent des têtes de pont dans la ville en attaquant à travers plus de 1 000 m de rivière gelée. Le 29 novembre, Rostov est libérée, premier revers majeur subi par la Wehrmacht pendant la campagne, mais Hitler refuse l'autorisation de se retirer vers le Mious. Finalement, le nouveau commandant du groupe d'armées Sud, le maréchal Walter von Reichenau, persuade Hitler que le retrait est essentiel pour sauver la 1re armée Panzer.

### Offensive Barvenkovo-Lozovaïa
Le 2 janvier 1942, le colonel Fedoseev est remplacé à la tête de la 253e par le Kombrig Aleksandr Andreevich Neborak. Comme l'indique son grade obsolète, cet officier avait été arrêté et emprisonné lors de la Grande Purge de mars 1938. Il fut libéré en décembre 1939, après quoi il reprit ses fonctions d'instructeur principal à l'académie militaire Frounze.
Alors que la contre-offensive hivernale soviétique s'étend depuis les environs de Moscou, Timochenko propose un plan visant à libérer la région du Donbass avec les fronts sud-ouest et sud. Ce plan est jugé trop difficile et un plan révisé voit les trois armées du front du Sud, dont la 37e, attaquer en direction de Pavlograd. La 37e a pour mission de traverser Krasnoarmeïsk vers Bolchoï Tokmak. L'offensive commence le 18 janvier et, au cours des quatre jours suivants, les 6e et 57e armées poussent 32 km à l'ouest, avant d'être retenues à Balaklia. Le 24 janvier, Timochenko fait entrer en action la 9e armée pour opérer entre la 37e et la 57e armée. Des deux côtés d'Izioum, le saillant fut élargi jusqu'à ce que Lozovaïa soit prise le 27. Cela marque le point culminant de l'offensive avec l'arrivée des réserves allemandes de Kharkov.

### Deuxième bataille de Kharkov
La 253e est transférée début février à la 38e armée sur le front sud-ouest, mais en mars, elle est de nouveau transférée à la 6e armée du même front. Cette armée est désormais positionnée dans le secteur nord-ouest du saillant Izioum-Barvinkove, sur le flanc gauche du Front. Dans le plan d'offensive de Timochenko, lancé le 12 mai, deux groupes de choc doivent pénétrer le front allemand et avancer pour encercler et reprendre Kharkiv ; le groupe de choc sud est composé de la 6e armée et le groupe d'armées Bobkine (de) à sa gauche. Au total, ce groupe de choc compte huit divisions de fusiliers et trois divisions de cavalerie, plus onze brigades de chars et deux brigades de fusiliers motorisés, devant avancer sur un front de 36 km de large. La 253e division est chargée de capturer la forte position allemande à Verkhnyi Bichkine. Le 30 avril, le Kombrig Neborak est relevé de son commandement (il se suicidera le 4 mai). Il est remplacé par le lieutenant-colonel Mikhaïl Grigorevitch Grigorev.
L'offensive commence à 7 h 30 le 12 mai après une préparation d'artillerie de 60 minutes. Les troupes de Grigorev, avançant depuis le flanc gauche de la division, pénètrent les défenses allemandes et mettent en déroute les unités de la 62e division d'infanterie, qui se retirent vers Verkhnyi Bichkine et Verkhniaïa Bichkine. Les unités de tête de la division atteignent ces localités en fin de journée mais sans pouvoir les occuper comme le voulait le plan. Le lendemain, le 253e poursuit ses efforts pour envelopper le flanc gauche de Verkhnyi Bichkine, avec la 41e division de fusiliers faisant pression sur la droite, mais la position allemande continue de tenir. L'incapacité à nettoyer les défenseurs retard l'engagement des 21e et 23e corps de chars.
Les combats pour Verkhnyi Bichkine se poursuivent jusqu'au 14 mai lorsque ses défenseurs sont contraints de l'abandonner en fin de journée sous la menace d'un encerclement. Pendant ce temps, le groupe d'armées Bobkine a percé les défenses de l'Axe à l'ouest du saillant et avance vers Krasnograd. Le lendemain, le groupe de choc sud continue d'avancer mais fait face à de lourdes attaques aériennes qui infligent des pertes considérables et ralentissent l'avancée, notamment des corps de chars. Dans l'après-midi, la 253e atteint la rivière Sukhaya Gomelcha et se bat pour la possession du village de Bolchaïa Gomelcha. En réponse à l'offensive dans son ensemble, la 1re armée Panzer, au sud du saillant, commence à se regrouper le 16 mai pour une contre-attaque contre la 9e armée soviétique, restée en position défensive au sud du saillant.

### Opération Friderikus
Le 17 mai, l'activité aérienne allemande contre le groupe de choc sud diminue considérablement car elle est reportée pour soutenir la contre-attaque de la 1er armée Panzer. En conséquence, les deux corps de chars soviétiques écrasent la résistance de l'Axe et avancèrent jusqu'à 15 km au nord-ouest. À leur tour, les divisions de fusiliers parviennent à gagner jusqu'à 10 km. La 253e, appuyé par la 37e brigade de chars, dégage la zone forestière le long du nord du Donets et atteint les environs immédiats de la ville de Zmiïv. Dans l’évolution de la situation, cela revenait effectivement à s’enfoncer davantage dans le piège allemand. L'attaque allemande frappa la frontière entre les 341e et 106e division de fusiliers, tandis que sur un deuxième axe elle toucha le front de la 51e division de fusiliers et le flanc gauche de la 335e division de fusiliers. À 8 heures du matin, la défense de la 9e armée avait été pénétrée jusqu'à une profondeur de 10 km. À midi, cette profondeur est passée à 20 km et les principales unités de la 14e division Panzer combattent au niveau de la périphérie sud de Barvinkove. Timochenko signale au STAVKA à 17 h 30 que l'attaque allemande vise probablement « à sécuriser Barvenkovo, dans la région d'Izioum et à tenter de couper [notre] offensive sur Kharkov depuis le sud ».
Peu  après, le lieutenant-général Hovhannes Bagramian, chef d'état-major de Timochenko, reçoit des renseignements à partir de documents capturés par la 38e armée selon lesquels la 6e armée allemande prévoit également d'attaquer le saillant depuis le nord. Malgré les supplications de Bagramian, Timochenko ne réagit pas et se limite à ordonner le transfert du 21e corps de chars et de la 248e division de fusiliers pour restaurer les positions défensives de la 9e armée. Timochenko est déterminé à poursuivre l'offensive du groupe de choc du Sud. Le 18 mai, Barvinkove est repris et Izioum est menacé. Le 19 mai à midi, Timochenko admet finalement que non seulement son offensive a échoué, mais que les armées du saillant sont confrontées à une catastrophe.

#### Bataille d'encerclement
Timochenko ordonne un regroupement des forces du groupe de choc sud à 17 h 30, qui doivent passer à la défensive. En outre, il forme un nouveau groupe d'armées sous le commandement de son commandant adjoint, le lieutenant-général Fiodor Kostenko (en), réutilisant l'état-major de l'ancien groupe d'armées Bobkine. Le groupe Kostenko comprenait toutes les formations du groupe Bobkine plus les 253e, 41e et 266e divisions de fusiliers, la 5e brigade de chars de la Garde (ru) et la 48e brigade de chars, ainsi qu'une partie des moyens d'artillerie de la 6e armée. Il reçoit l'ordre d'assumer la défense le 20 mai sur un front allant de Zmiïv à Sakhnovchtchyna en passant par Karavan et Krasnograd et de retirer les principales forces du 6e corps de cavalerie dans la réserve. Dans le même temps, le Groupe doit envoyer un fort détachement pour capturer la région de Zmiïv et les passages du Donets dans la région de Tcheremouchnaïa (ru). De plus, la 38e armée doit attaquer en direction de Zmiïv pour rejoindre le groupe Kostenko et détruire le regroupement allemand dans la région de Tchouhouïv.
Le regroupement du groupe Kostenko se poursuit dans la nuit du 19 au 20 mai, compliqué par une activité allemande accrue et un travail d'état-major inefficace. Le 21 mai, la 6e armée allemande commence à déplacer ses 3e et 23e divisions Panzer vers le sud depuis Kharkov en vue de sa propre contre-attaque vers le sud. Au cours de l'après-midi, Timochenko continuer d'insister sur l'opération vers Tchouhouïv, même si le commandant de la 38e armée, le major-général. Kirill Moskalenko l'a jugé « absurde » ; elle est bientôt annulée. La 6e armée et la 1re armée Panzer attaquent respectivement depuis le nord et le sud le 22 mai et en fin d'après-midi, le piège s'est refermé. À ce moment-là, la 253e se trouve encore au coin nord-est de la poche, près de Zmiïv.
Timochenko prévoit maintenant une percée concertée vers l'ouest du saillant encerclé par les restes combinés des 6e et 57e armées. Il s'agit de rejoindre une force de secours de la 38e armée, qui doit se frayer un chemin à travers les lignes allemandes à l'ouest du nord du Donets. Cette force met du temps à se former et le plan n’aboutit à rien. Pendant ce temps, les forces allemandes élargissent jusqu'à 25 km le couloir séparant la poche des principales forces soviétiques. Les 23 et 24 mai, les troupes encerclées attaquent dans le couloir dans le but désespéré mais plus réaliste de percer vers l'est. Le 24 mai, la 253e division commence finalement à battre en retraite vers le sud-est, atteignant sa ligne de départ le 12 mai. Pendant ce temps, la 23e Panzer menace de couper sa ligne de retraite. Le lendemain, le général Kostenko divise son groupe, désormais rebaptisé « Sud », en formant un groupe de choc avec trois divisions de fusiliers et la plupart de ses forces mobiles restantes pour effectuer une percée dans le couloir allemand, tandis que le reste, y compris la 253e division, doit défendre une ligne de Glinichtche passant par Verkhnyi Bichkine, Mironovka et Pavlovka jusqu'à Fiodorovka afin de protéger les flancs sud et sud-ouest du groupe de choc.
L'effort d'évasion devait commencer à l'aube du 25 mai, mais n'est finalement initié qu'à 10 heures et reste désorganisé tout au long de la journée. Le lendemain après-midi, les forces restantes de l'Armée rouge sontregroupées dans une poche de 16 km par  le long de la vallée de la rivière Bereka ; les restes de la 253e division se retirent avec le 6e corps de cavalerie dans la région de Mikhaïlovka sous la pression de la 23e division Panzer et de la 113e division d'infanterie. Du 27 au 30 mai, des individus et de petits groupes dispersés se frayent un chemin à travers les lignes allemandes, mais la résistance organisée au sein de la poche s'effondre. La 253e division a déjà cessé d'exister, mais n'est officiellement dissoute que le 30 juin.
Une troisième 253e division est finalement formée en août 1942 et durera jusqu'à la fin de la guerre.